# Cutey Becomes a Landlord
Cutey Becomes a Landlord è un cortometraggio muto del 1915 diretto da Wally Van.

## Produzione
Il film fu prodotto dalla Vitagraph Company of America.

## Distribuzione
Distribuito dalla General Film Company, il film - un cortometraggio in una bobina - uscì nelle sale cinematografiche statunitensi il 29 marzo 1915.